# Rada pro rozhlasové a televizní vysílání
Rada pro rozhlasové a televizní vysílání (RRTV) je český orgán státní správy vykonávající státní dohled v oblasti rozhlasového a televizního vysílání. Jedná se o jednu ze čtyř mediálních rad v Česku.

## Historie rady
Federální Rada pro rozhlasové a televizní vysílání byla zřízena federálním zákonem č. 468/1991 Sb., o provozování rozhlasového a televizního vysílání (§ 16–18), s účinností od 22. listopadu 1991 jako orgán, který měl podporovat zájem veřejnosti na uskutečňování svobody projevu a práva na informace a dbát na dodržování zákona, rozvoj plurality vysílání a rozvoj domácí a evropské audiovizuální tvorby. Rada České republiky pro rozhlasové a televizní vysílání byla zřízena zákonem České národní Rady č. 103/1992 Sb., o Radě České republiky pro rozhlasové a televizní vysílání, s účinností od 5. března 1992 vedle Federální Rady pro rozhlasové a televizní vysílání.
S účinností od 4. července 2001 byla Rada pro rozhlasové a televizní vysílání (RRTV) zřízena z dosavadní Rady zákonem č. 231/2001 Sb., o provozování rozhlasového a televizního vysílání, jako správní Úřad, který vykonává státní správu v oblasti rozhlasového a televizního vysílání a převzatého vysílání. Rada dohlíží na zachovávání a rozvoj plurality programové nabídky a informací v oblasti vysílání a převzatého vysílání, dbá na jeho obsahovou nezávislost a na dodržování právních předpisů v oblasti vysílání. Podle zákona č. 132/2010 Sb., o audiovizuálních mediálních službách na vyžádání, vede evidenci poskytovatelů audiovizuálních mediálních služeb na vyžádání. Rada dále monitoruje vysílání provozovatelů rozhlasového a televizního vysílání a obsah audiovizuálních mediálních služeb na vyžádání, reaguje na podněty široké veřejnosti a ukládá sankce podle zákona. Radu tvoří třináct členů Rady a Úřad Rady.

## Účel Rady
Rada se podílí svými stanovisky a návrhy na vytváření zásad státní politiky České republiky ve vztahu k vysílání a koncepci jeho rozvoje. V rámci své činnosti pak spolupracuje s dalšími orgány státní správy, především s Českým telekomunikačním úřadem (ČTÚ), a se samoregulačními orgány provozovatelů.
Rada zastupuje Českou republiku ve Stálém výboru zřízeném podle čl. 20 Evropské úmluvy o přeshraniční televizi, spolupracuje s orgány Evropských společenství a s regulačními orgány členských států Evropských společenství s obdobnou věcnou působností a plní další úkoly, které pro oblasti regulace televizního vysílání a audiovizuálních mediálních služeb na vyžádání vyplývají z členství České republiky v Evropské unii. Rada rovněž spolupracuje v oblasti regulace televizního vysílání a audiovizuálních mediálních služeb na vyžádání s příslušnými orgány států, které nejsou členskými státy Evropských společenství nebo smluvními stranami Evropské úmluvy o přeshraniční televizi.
Rada je na základě usnesení Ústavního soudu ze dne 30. 11. 2010, sp. zn. Pl. ÚS 52/04 považována za ústřední orgán státní správy, resp. za ústřední správní Úřad a to ode dne vykonatelnosti tohoto usnesení.

## Financování
Rada hospodaří s vlastním rozpočtem podle zvláštního právního předpisu a její činnost je hrazena ze samostatné kapitoly státního rozpočtu České republiky číslo 372. Rada není zřizovatelem žádné podřízené organizační složky či příspěvkové organizace a není ani poskytovatelem dotací. Rada předkládá návrh svého rozpočtu a závěrečného účtu Ministerstvu financí a stálé komisi Poslanecké sněmovny Parlamentu České republiky pro sdělovací prostředky. Zveřejňuje usnesení Rady, výroční zprávu Rady, zápisy z jednání Rady, a případně další informace. Předkládá každoročně Poslanecké sněmovně výroční zprávu o své činnosti a o stavu v oblasti vysílání.

## Složení rady a struktura úřadu
Federální Rada pro rozhlasové a televizní vysílání podle zákona 468/1991 Sb. měla 9 členů z řad odborníků, osobností a představitelů veřejného života, z nichž 3 volilo Federální shromáždění, 3 Česká národní Rada a 3 Slovenská národní Rada, a to na dobu 6 let (po první volbě členů Rady bylo losem určeno, kteří tři členové mají funkční období pouze 2 roky a kteří tři členové pouze 4 roky). Na místa uprázdněná v průběhu funkčního období se volili noví členové pouze na zbývající část funkčního období pro příslušné místo. Předsedu a místopředsedu federální Rady volilo z řad členů federální Rady Federální shromáždění, přičemž pokud jeden z těchto funkcionářů byl občanem České republiky, druhý musel být občanem Slovenské republiky (a naopak). V zákonem stanovených případech mohl člena Rady odvolat ten orgán, který jej do Rady zvolil.
Podle zákona č. 103/1992 Sb. měla Rada České republiky pro rozhlasové a televizní vysílání 9 členů volených na funkční období 6 let a odvolávaných Českou národní radou tak, aby v radě byly zastoupeny různé názorové proudy. Nikdo nemohl být zvolen na více než dvě po sobě jdoucí funkční období. Členové federální Rady volení Českou národní radou byli automaticky i členy české Rady, tj. tři členové české Rady byli zároveň i ve federální radě.
Rada má podle zákona 231/2001 Sb. 13 členů, které jmenuje a odvolává předseda vlády na návrh Poslanecké sněmovny, a to neprodleně po obdržení návrhu. Funkční období člena je 6 let, podmínkou jmenování je české občanství, trvalý pobyt v České republice, svéprávnost a bezúhonnost a minimální věk 25 let. Navržena a jmenována nemůže být osoba, která funkci člena již vykonávala po dvě po sobě jdoucí funkční období nebo jejich části. Členové Rady mají podle zákona vykonávat své funkce nezávisle a nestranně. Nesmějí zároveň zastávat některé veřejné funkce a funkce v politických stranách a od kohokoli přijímat pro výkon funkce pokyny a instrukce. Členové ani osoby jim blízké nesmějí zastávat ani neplacené funkce v orgánech společností, které podnikají v oblasti hromadných sdělovacích prostředků, audiovize a reklamy. Člena Rady odvolává rovněž předseda vlády na návrh poslanecké sněmovny, a to pouze ze zákonem stanovených důvodů. Členství v radě zaniká rovněž se zánikem způsobilosti k členství nebo vzdá-li se člen své funkce. Členové Rady pobírají za svou činnost plat a odchodné dle zvláštního právního předpisu a obecně se jejich vztah k radě řídí zákoníkem práce jako pracovněprávní vztah.
Rada volí ze svých členů předsedu Rady (ten řídí její činnost a jedná jejím jménem) a tři místopředsedy, kteří společně tvoří vedení Rady. Vedení Rady je voleno na dva roky.
Činnost Rady odborně, organizačně a technicky zabezpečuje Úřad Rady pro rozhlasové a televizní vysílání, jehož činnost je hrazena z rozpočtu Rady. Úřad se člení na tři odbory:
- Odbor rozhlasového vysílání a licencí
- Analytický odbor
- Provozní odbor

V čele Úřadu stojí vedoucí Úřadu, kterého jmenuje a odvolává Rada, vedoucí Úřadu je podřízen předsedovi Rady. Vedoucím Úřadu Rady je Ing. Petr Bartoš. Zaměstnanci Rady jsou ze zákona vázáni mlčenlivostí.

## Členové rady

### Aktuální složení
Aktuálními členy RRTV (stav v červenci 2025) jsou:
- Václav Mencl, členem od 25. května 2021, předsedou od 1. července 2025
- Milan Bouška, členem od 25. května 2021, místopředsedou od 1. července 2025
- Jiří Maceška, členem od 25. května 2021, místopředsedou od 1. července 2025
- Daniel Novák, členem od 25. května 2021, místopředsedou od 5. září 2023
- Petr Buchta, členem od 2. července 2023
- Hana Dohnálková, členkou od 16. listopadu 2020
- Jiří Janeček, členem od 25. května 2021
- Daniel Köppl, členem od 28. července 2021
- Lenka Králová, členkou od 9. června 2021
- Vadim Petrov, členem od 2. dubna 2025
- Marek Poledníček, členem od 2. července 2023
- Marta Smolíková, členkou od 25. května 2021
- Vojtěch Stříteský, členem od 2. dubna 2025

## Legislativní vývoj
V roce 2004 vznikl spor o to, zda dohled nad technickou stránkou digitálního vysílání patří RRTV nebo ČTÚ – RRTV se ostře ohradila proti tomu, když ČTÚ udělil licence třem provozovatelům digitálních multiplexů. V dubnu 2007 navrhl bývalý ministr informatiky Vladimír Mlynář na Českokrumlovské mediální konferenci, aby RRTV byla sloučena s Českým telekomunikačním úřadem a regulace médií omezena, na konferenci se ozývaly i hlasy po úplném zrušení RRTV. Místopředseda RRTV Petr Pospíchal a náměstek ministra informatiky Zdeněk Zajíček s návrhy nesouhlasili.
V roce 2009 zpracovalo Ministerstvo kultury v rámci implementace (transpozice) evropské směrnice o audiovizuálních mediálních službách návrh zákona o audiovizuálních mediálních službách na vyžádání, kterým měl dohledem nad konkrétními službami na českém internetu pověřit Radu pro rozhlasové a televizní vysílání, což mělo být podle původního návrhu průvodního usnesení spojeno s navýšením počtu zaměstnanců o 8 a navýšení rozpočtu RRTV o necelých 5 milionů Kč ročně. Po meziresortním připomínkovém řízení návrh projednala již nová vláda Jana Fischera a ta návrh odmítla, protože nesouhlasila s tak velkými kompetencemi RRTV. Po úpravách textu a novém předložení vláda návrh nového zákona schválila a předložila Parlamentu ČR, který jej přijal jako zákon č. 132/2010 Sb., o audiovizuálních mediálních službách na vyžádání a změně dalších zákonů.